# Didrik von Essen (militär)
Georg Didrik von Essen, född 10 juni 1864 i Kajana, död 24 september 1936 i Helsingfors, var en finländsk militär. Han var far till Hans von Essen.
Didrik von Essen genomgick Finska kadettkåren 1877–1886 och tjänstgjorde i Åbo 2. skarpskyttebataljon och Finska dragonregementet ända till 1901, då han överfördes till reserven för arméns rytteri. Han var chef för Helsingfors skyddsgarde under generalstrejken 1905–1906 och deltog i finska inbördeskriget 1918 som kommendör för Helsingfors 1. regemente i april–maj. Han fördes i maj 1918 in i finska arméns officersrulla som överstelöjtnant. Han tjänstgjorde som överbefälhavare för skyddskårerna från februari 1919 till juni 1921, då han avskedades på grund av meningsskiljaktigheter som han hade med regeringen över en underlydande, Paul von Gerichs, agerande, vilket var en av orsakerna till den så kallade skyddskårskonflikten. Han uppnådde generalmajors grad 1935.